# Максимальная продолжительность жизни
Максима́льная продолжи́тельность жи́зни — согласно классическому определению — максимальная возможная продолжительность жизни представителей определённой группы организмов.
В связи со сложностью определения, на практике, это максимальная зарегистрированная продолжительность жизни среди представителей определённой группы организмов, как большее из двух величин — наибольшего возраста представителя группы в момент смерти или возраста самого старшего живого представителя группы.
Максимальная продолжительность жизни часто противопоставляется средней продолжительности жизни (или ожидаемой продолжительности жизни при рождении, что чаще используется для человека). Средняя продолжительность жизни зависит от условий обитания представителей группы, чувствительности к болезням, числа несчастных случаев, самоубийств и убийств, тогда как максимальная продолжительность жизни практически исключительно определяется скоростью старения. Эпистемологически, максимальная продолжительность жизни также зависит от начального размера выборки. Чтобы избежать этого эффекта, в исследованиях животных, за максимальную их продолжительность жизни обычно берётся средняя продолжительность жизни 10 % наиболее долгоживущих организмов группы, что часто считается альтернативным определением максимальной продолжительности жизни. На практике максимальная продолжительность жизни незначительно превышает среднюю продолжительность жизни представителей группы в наиболее защищённых условиях.

## Проблемы определения продолжительности жизни
Согласно классическому определению (как максимально теоретически возможная продолжительность жизни), максимальная продолжительность жизни — теоретическое число, точное значение которого не может быть определено используя какое-либо конечное количество данных об определённом организме. В связи с этим, максимальная продолжительность жизни обычно определяется наиболее известной на сегодняшний день продолжительностью жизни представителей определённой группы. Тем не менее, как уже указывалось, продолжительность жизни отдельных особей — статистическая величина, и такой подход сильно зависит от размера выборки, что усложняет сравнение между видами. Среднюю продолжительность жизни, с другой стороны, определить намного легче, но она сильно зависит от факторов окружающей среды и является существенно другим показателем. Таким образом, максимальная продолжительность жизни или альтернативно определяется как средняя продолжительность жизни 10 % самых долгоживущих организмов группы, или вместо неё используется средняя продолжительность жизни представителей группы в неволе, где естественные угрозы сведены к минимуму и продолжительность жизни обычно зависит от скорости старения.

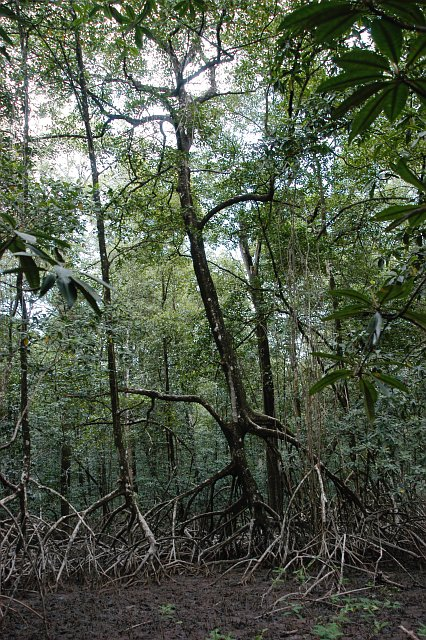
Заросли деревьев рода Rhizophora — весь лес обычно состоит из потомков одного растения, которые не окончательно разделены друг от друга, что усложняет определение индивидуума

Кроме того, определение максимальной продолжительности жизни предусматривает наличие индивидуума, который начинает и заканчивает свою жизнь в какой-то чётко определённый момент. Определить, что представляет собой индивидуум в большинстве случаев, не представляет проблемы: среди организмов, которые размножаются половым путём, индивидуум — определённое количество живых клеток, способное к размножению, как минимум на определённой стадии развития, и которое характеризуется уникальными наследуемыми особенностями. Некоторые организмы, напротив, размножаются бесполым размножением, то есть размножение может осуществляться разделением материнского организма, как это часто случается у некоторых примитивных животных, растений, бактерий и простейших. Причём, такое разделение может быть неполным, формируя колонию, которая может рассматриваться и как группа связанных организмов, и как один большой организм. Если разделение полное, возникает группа генетически идентичных организмов. Чтобы определить понятие продолжительности жизни таких организмов, в первую очередь необходимо чётко определить индивидуальный организм, и такое определение как правило является не строгим. Часто исследователи совсем не определяют продолжительность жизни у многих организмов, которые размножаются бесполым путём.
У форм, которые размножаются половым путём, начало жизни организма может быть определён как момент оплодотворения яйцеклетки или как момент физического отделения нового организма, последнее определение часто работает и для бесполовых форм (многих беспозвоночных животных и растений). Такое определение является типичным для животных, включая человека, для которых моментом начала жизни считается рождение организма. Однако, даже момент рождения часто сложен для определения, а сам процесс рождения сильно отличается у разных животных. У многих морских беспозвоночных новорождённая личинка состоит только из небольшого числа клеток, и очень сильно отличается от взрослой особи. Даже среди млекопитающих вариации весьма значительны. Кенгуру в момент рождения имеет размер около двух сантиметров и должен развиваться дальше в сумке, что очень отличается, например, от новорождённого оленя, способного ходить сразу после рождения. При сравнении продолжительностей жизни разных организмов, важно принять во внимание подобные различия.

Гидра (Hydra oligactis), потенциально бессмертное животное.

Концом существования индивидуума обычно считается момент смерти, то есть момент, когда необратимые изменения в организме достигают такой стадии, что индивидуум больше не сохраняет характерную для него организацию. Тем не менее, часто существует относительно короткий период, на протяжении которого тяжело сказать, является ли организм всё ещё живым, хотя в большинстве случаев этот период достаточно короткий, и не составляет проблемы в определении максимальной продолжительности жизни.
Вероятно, что некоторые организмы потенциально бессмертны. Если несчастный случай не остановит жизнь, они, возможно, способны к неограниченному существованию. Исследования уверенно относят к таким организмам морских актиний и пресноводных гидр. Кроме них, эта способность часто приписывается и определённым рыбам и пресмыкающимся, особенно тем, которые способны к неограниченному росту своего тела. Тем не менее, такие утверждения имеют под собой две проблемы. Основной обмен и активность этих животных очень низкие, обычно в десятки раз ниже соответствующих характеристик млекопитающих и птиц, что предусматривает намного более медленное старение. Кроме того, неограниченный рост тела помогает животному замедлить или даже остановить старение, но именно увеличение размера со временем уменьшает выживаемость организма в условиях окружающей среды. Например, невозможность получения достаточного количества еды, потеря скрытности и мобильности, и многие другие негативные факторы в совокупности рано или поздно приводят к смерти организма. Таким образом, тяжело сделать различия между смертью непосредственно от старости и смертью от внешних причин.
В дополнение, к условно бессмертным можно отнести организмы, которые не сохраняют индивидуальности, по тем же причинам что уже указывались для организмов, размножающихся бесполым путём.

## Проблемы сравнения организмов
Когда сравниваются «одинаковые» организмы (максимально близкие по размеру, массе и скорости метаболизма), то, видимо, результаты сравнения можно считать, при таком подходе, наиболее адекватными.

## Многоклеточные животные

### Основные данные
Большая часть данных относительно продолжительности жизни животных, кроме человека, получены с помощью наблюдений особей в лабораториях и зоопарках. Из-за значительных трудностей в определении возраста животных в естественных средах практически невозможно ответить на вопрос, как долго они живут в природе. У многих рыб, моллюсков и отдельных представителей других групп рост имеет сезонный характер, таким образом, в некоторых частях организма можно наблюдать годовые зоны роста, подобные годовым кольцам деревьев. Среди промысловых животных оценка относительного возраста часто делается с помощью установления степени изнашивания некоторых внешних органов, в частности, стирания зубов, или изменений в структуре костей. Окраска птиц и некоторые другие признаки делают возможным оценку возраста и в некоторых других случаях. Но миграции животных и постоянные изменения условий существования приводят к тому, что в целом очень мало известно о продолжительности жизни большинства видов в природе. Даже в тех случаях, когда возраст организмов установить удаётся, часто максимальная продолжительность жизни того же самого вида в природе зависит от условий окружающей среды, что делает сравнение сложным.
| Организм                                  | Максимальная ПЖ (лет) | Ссылки              |
| Млекопитающие                             | Млекопитающие         | Млекопитающие       |
| ----------------------------------------- | --------------------- | ------------------- |
| Гренландский кит (Balaena mysticetus)     | 200+                  | [ 3 ] [ 4 ] [ 5 ]   |
| Человек (Homo sapiens)                    | 120 а                 | [ 6 ]               |
| Слон (Elephas maximus)                    | 85                    | б                   |
| Шимпанзе (Pan troglodytes)                | 75                    | [ 7 ] [ 9 ] [ 10 ]  |
| Лошадь (Equus caballus)                   | 60                    | [ 7 ] [ 9 ] [ 11 ]  |
| Бурый медведь (Ursus horribilis)          | 40                    | [ 9 ] [ 12 ]        |
| Кошка (Felis catus)                       | 38                    | [ 13 ] [ 14 ]       |
| Собака (Canis familiaris)                 | 25                    | [ 9 ] [ 15 ]        |
| Корова/домашний бык (Bos taurus)          | 30                    | [ 9 ]               |
| Лев (Panthera leo)                        | 30                    | [ 9 ] [ 16 ]        |
| Дикий кабан (Sus scrofa)                  | 30                    | [ 9 ] [ 17 ]        |
| Домашняя коза (Capra hircus)              | 20                    | [ 9 ] [ 18 ]        |
| Белка (Sciurus vulgaris)                  | 15                    | [ 7 ] [ 19 ]        |
| Мышь (Mus musculus)                       | 5                     | [ 7 ] [ 20 ]        |
| Птицы                                     |                       |                     |
| Гриф-индейка (Cathartes aura)             | 120                   | [ 7 ]               |
| Могильник (Aquila heliaca)                | 80                    | [ 7 ] [ 21 ] [ 22 ] |
| Птица-носорог (Bucorvus leadbeateri)      | 70                    | [ 23 ]              |
| Лебедь-шипун (Cygnus olor)                | 70                    | [ 24 ]              |
| Суринамский амазон (Amazona ochrocephala) | 55                    | [ 25 ]              |
| Сизый голубь (Columba livia)              | 35                    | [ 9 ]               |
| Канарейка (Serinus canaria)               | 25                    | [ 7 ] [ 26 ]        |
| Воробей (Passer domesticus)               | 25                    | [ 7 ]               |
| Ласточка обыкновенная (Hirundo rustica)   | 10                    | [ 22 ]              |
| Колибри (Colibri spp.)                    | 10                    | [ 7 ]               |
| Голубая комароловка (Polioptila caerulea) | 5                     | [ 27 ]              |

| Организм                                               | Максимальная ПЖ (лет)                        | Ссылки                       |
| Пресмыкающиеся и земноводные                           | Пресмыкающиеся и земноводные                 | Пресмыкающиеся и земноводные |
| ------------------------------------------------------ | -------------------------------------------- | ---------------------------- |
| Галапагосская черепаха (Geochelone nigra)              | 177                                          | [ 28 ]                       |
| Гигантская черепаха (Geochelone gigantea)              | 150                                          | [ 7 ] [ 28 ] [ 29 ]          |
| Каролинская коробчатая черепаха (Terrapene carolina)   | 140                                          | [ 7 ] [ 30 ]                 |
| Нильский крокодил (Crocodylus niloticus)               | 70                                           | 80                           |
| Японская гигантская саламандра (Andrias japonicus)     | 55                                           | [ 7 ] [ 32 ]                 |
| Индийская кобра (Naja naja)                            | 30                                           | [ 7 ] [ 33 ]                 |
| Лягушка-бык (Lithobates catesbeianus)                  | 30                                           | [ 7 ]                        |
| Пятнистая саламандра (Ambystoma maculatum)             | 25                                           | [ 9 ] [ 34 ]                 |
| Европейская чёрная саламандра (Salamandra atra)        | 20                                           | [ 35 ]                       |
| Храмовая черепаха (Hieremys annandalii)                | 10                                           | [ 36 ]                       |
| Рыбы                                                   |                                              |                              |
| Гренландская полярная акула (Somniosus microcephalus)  | 392±120                                      | [ 6 ] [ 37 ]                 |
| Атлантический большеголов (Hoplostethus atlanticus)    | 150                                          | [ 6 ] [ 38 ]                 |
| Озёрный осётр (Acipenser fulvescens)                   | 60                                           | [ 7 ] [ 39 ]                 |
| Сом (Silurus glanis)                                   | 80                                           | [ 7 ] [ 40 ]                 |
| Насекомые                                              |                                              |                              |
| Периодическая цикада (несколько видов рода Magicicada) | 20                                           | [ 6 ] [ 7 ]                  |
| Муравей-королева (Formicidae)                          | 15                                           | [ 7 ] [ 41 ]                 |
| Плодовая мушка (Drosophila melanogaster)               | 50 дней (при 29С), 100 дней (25С), 230 (16С) | [ 22 ]                       |
| Подёнка-имаго (Ephemeroptera)                          | 3 дня                                        | [ 22 ]                       |
| Другие                                                 |                                              |                              |
| Актиния (Actiniaria)                                   | 70                                           | [ 22 ]                       |
| Пиявка (Hirudo medicinalis)                            | 30                                           | [ 9 ]                        |
| Обычный дождевой червь (Lumbricus terrestris)          | 10                                           | [ 9 ]                        |
| Гидра (Hydra spp.)                                     | >5                                           | [ 2 ]                        |
| нематода C. elegans                                    | 20 дней                                      | [ 42 ]                       |
| Коловратки (Rotatoria, разные виды)                    | 30 дней                                      | [ 9 ]                        |

Примечания:
а Следует отметить, что человек в наибольшей мере из всех животных способен пользоваться услугами медицины, кроме того, случаи долгой жизни человека намного лучше задокументированы. В результате продолжительность жизни человека оказывается большей, чем для подобных животных.
 б Ссылки приведены в порядке возрастания указанного возраста. При составлении таблицы указывались все найденные значения возраста, хотя достоверность их различна. Наилучшим источником возраста для большинства организмов является AnAge Database в связи с тем, что эта база данных в большинстве случаев содержит детальные ссылки на первоисточники использованной информации и обговаривает их достоверность.
| Вид                                   | Тип      | Класс         | Видовая максимальная ПЖ | Вес | Интенсивность обмена | Ссылки             | Примечание |
| ------------------------------------- | -------- | ------------- | ----------------------- | --- | -------------------- | ------------------ | ---------- |
| Гренландский кит (Balaena mysticetus) | Хордовые | Млекопитающие | 200+                    |     |                      | [ 3 ] [ 4 ] [ 5 ]  |            |
| Человек (Homo sapiens)                | Хордовые | Млекопитающие | 120 а                   |     |                      | [ 6 ]              |            |
| Слон (Elephas maximus)                | Хордовые | Млекопитающие | 85                      |     |                      | б                  |            |
| Шимпанзе (Pan troglodytes)            | Хордовые | Млекопитающие | 75                      |     |                      | [ 7 ] [ 9 ] [ 10 ] |            |
| Лошадь (Equus caballus)               | Хордовые | Млекопитающие | 60                      |     |                      | [ 7 ] [ 9 ] [ 11 ] |            |
| Бурый медведь (Ursus horribilis)      | Хордовые | Млекопитающие | 40                      |     |                      | [ 9 ] [ 12 ]       |            |
| Собака (Canis familiaris)             | Хордовые | Млекопитающие | 25                      |     |                      | [ 9 ] [ 15 ]       |            |
| Корова/домашний бык (Bos taurus)      | Хордовые | Млекопитающие | 30                      |     |                      | [ 9 ]              |            |
| Лев (Panthera leo)                    | Хордовые | Млекопитающие | 30                      |     |                      | [ 9 ] [ 16 ]       |            |
| Дикий кабан (Sus scrofa)              | Хордовые | Млекопитающие | 30                      |     |                      | [ 9 ] [ 17 ]       |            |
| Кошка (Felis catus)                   | Хордовые | Млекопитающие | 30                      |     |                      | [ 9 ]              |            |
| Домашняя коза (Capra hircus)          | Хордовые | Млекопитающие | 20                      |     |                      | [ 9 ] [ 18 ]       |            |
| Белка (Sciurus vulgaris)              | Хордовые | Млекопитающие | 15                      |     |                      | [ 7 ] [ 19 ]       |            |
| Мышь (Mus musculus)                   | Хордовые | Млекопитающие | 5                       |     |                      | [ 7 ] [ 20 ]       |            |

Время от времени звучат заявления об очень большой продолжительности жизни того или иного животного, однако, в большинстве случаев такие заявления оказываются неверными или основанными на ненадёжных методах оценки возраста.
Максимальную продолжительность жизни, взятую из какого-либо источника, нельзя считать точной и абсолютной как за счёт небольшого количества обследованных особей, так и из-за большого количества публикаций, основанных на ненадёжных или неточных данных. Данные, указанные в таблице, тем не менее, дают неплохую оценку максимальной продолжительности жизни в благоприятных условиях.

### Влияние окружающей среды

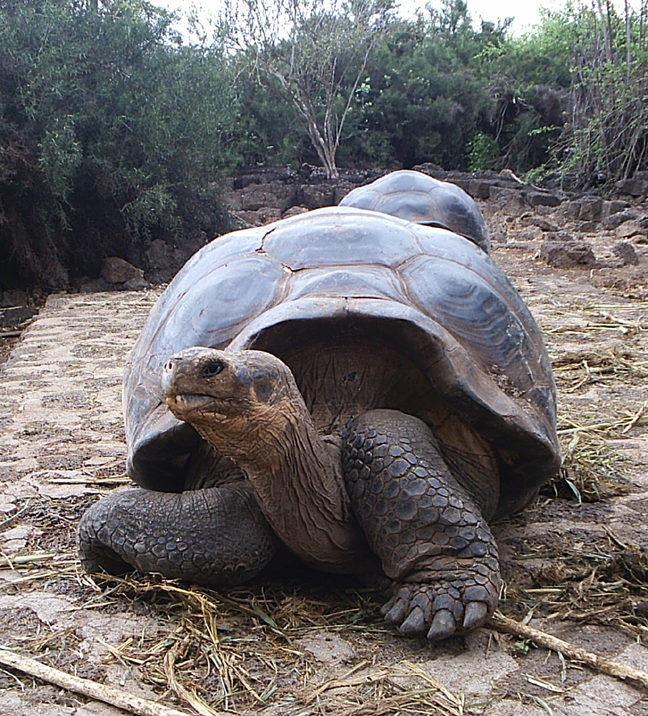
Галапагосская черепаха (Geochelone nigra) — одно из наиболее долгоживущих пресмыкающихся.)

Продолжительность жизни обычно выражается в единицах времени. Хотя это и кажется логичным, такое определение иногда приводит к определённым трудностям. У холоднокровных животных скорость метаболизма (как основного обмена, так и активности), которая фактически является скоростью всех жизненных процессов организма, как правило зависит от температуры окружающей среды. Таким образом, старение, как и все прочие процессы, зависит от затрат энергии, и продолжительность жизни в результате зависит от температуры или других внешних условий, которые оказывают влияние на процесс старения. Многие данные указывают на этот факт, хотя установление точной математической зависимости, верной во всех случаях, невозможно. В результате, в определённом диапазоне температур, холоднокровные беспозвоночные живут дольше теплокровных животных. Именно этим уменьшением активности некоторые исследователи объясняют также некоторое увеличение продолжительности жизни лабораторных животных (плодовых мух, червя C. elegans, мышей и крыс), которых держали на низкокалорийной диете.
Кроме того, многие животные имеют сезонные или ежедневные периоды значительного снижения активности. Многие мелкие млекопитающие впадают в спячку, ряд членистоногих имеют в своих жизненных циклах периоды задержки развития. В обоих случаях скорость метаболизма очень низкая. В результате, сомнительно, следует ли рассчитывать эти периоды в составе продолжительности жизни отдельных организмов. Сравнение между видами, некоторые из которых имеют такие периоды низкой активности, часто проблематичны. Возможно, продолжительность жизни было бы адекватнее измерять в единицах определённых затрат энергии на грамм массы тела за жизнь, но данные для большинства организмов, необходимые для этой цели, практически полностью отсутствуют.

### Особенности

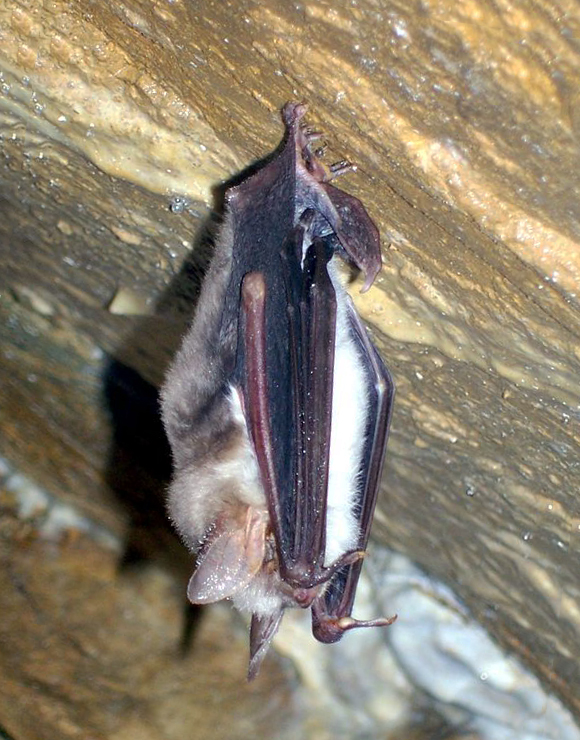
Рукокрылые проводят в спячке большую часть времени, что позволяет им сохранять энергию, увеличивая продолжительность жизни.

Максимальная продолжительность жизни очень сильно различается между видами животных. Отмечено, что разница между средней и максимальной продолжительностями жизни также существенно зависит от вида, и определяется стратегией выживания.
Максимальная продолжительность жизни эмпирически зависит от нескольких характеристик животных. В первую очередь — плодовитость животного: чем больше потомства даёт животное, тем меньше оно живёт. Кроме того, продолжительность жизни зависит от размера животного, размера его мозга и метаболической активности. Например, как правило меньшие по размеру животные имеют меньшую, а большие по размеру — большую продолжительность жизни.
Лучше всего исследована зависимость продолжительности жизни от таксономической группы среди млекопитающих. Приматы, обычно, — наиболее долгоживущая группа, хотя некоторые небольшие обезьяны Нового Света имеют довольно короткую жизнь. Муриды (мышеобразные грызуны) недолговечны, тогда как скиурды (беличьи грызуны) достигают втрое дольшего возраста, чем муриды. Эмпирически, длительность жизни увеличивается с увеличением размера мозга (в результате, она также увеличивается с увеличением массы тела) и уменьшается с увеличением скорости метаболизма. Типичная зависимость нарушается в случае пород собак. Большие по размеру породы собак, хотя и достигают половой зрелости медленнее, живут значительно меньше, разница достигает около 2 раз между наибольшими и наименьшими породами. Такой именно вид зависимость имеет и для птиц, но птицы в целом живут дольше, чем млекопитающие, несмотря на более высокие температуры тела и скорости естественного обмена.
Так как продолжительность жизни сильно зависит от скорости метаболизма, полное количество энергии, произведённое в течение жизни, может быть лучшей характеристикой продолжительности жизни, чем продолжительность жизни, измеренная в единицах времени. Крупные животные с хорошо развитым мозгом, особенно приматы, производят на протяжении жизни наибольшее количество энергии. Весьма велики затраты энергии и у птиц. В отличие от них, крупные пресмыкающиеся имеют заметно большие продолжительности жизни, но скорость их естественного обмена в десятки раз меньше. В результате полные затраты энергии за жизнь у пресмыкающихся меньше, чем у млекопитающих.

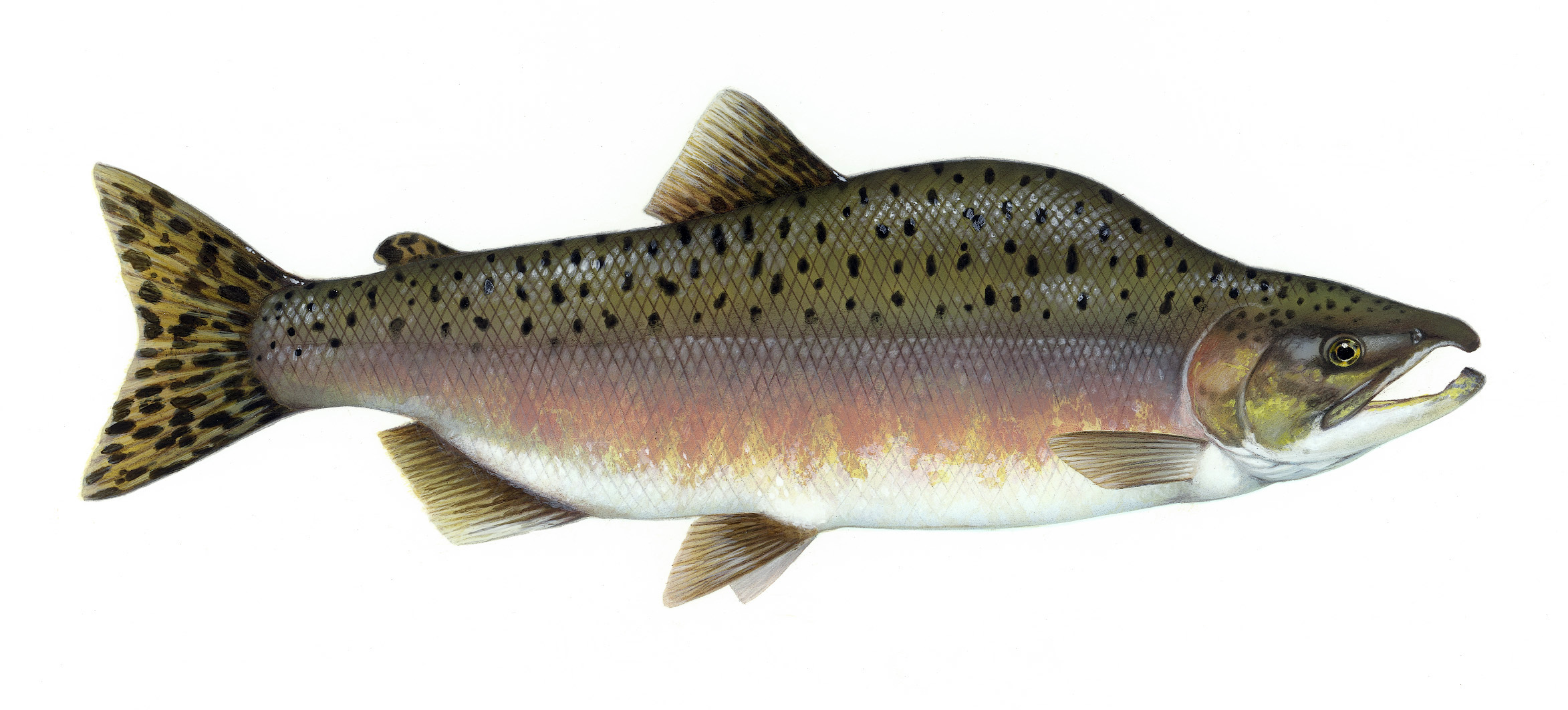
Горбуша (Oncorhynchus gorbuscha), известное одноплодное животное с очень короткой продолжительностью жизни (2 года).

Кроме того, скорость старения медленнее, а продолжительность жизни больше для животных, способных расти на протяжении всей жизни, например, многих видов рыб и пресмыкающихся.
Низкие затраты энергии и возможность постоянного роста объясняют большие продолжительности жизни некоторых позвоночных. Например, галапагосская черепаха (Geochelone nigra) способна жить до 177 лет, а некоторые рыбы, например осётр, достигают возраста более чем в 150 лет. Тем не менее, продолжительность жизни и старение этих животных исследованы очень плохо.
Некоторые простейшие животные, возможно, способны к вечному или очень долгому существованию. Они избегают быстрого старения за счёт быстрого обновления клеток всех тканей всего тела, что возможно за счёт простой и децентрализованной структуры тела. Примерами таких организмов являются морские актинии и пресноводные гидры. В наиболее детальном исследовании, опубликованном в 1998 году, было показано, что по морфологическим признакам и способностью к регенерации, гидра не проявляет признаков старения на протяжении всего исследования в 4 года при времени достижения половой зрелости всего около одной недели.

## Растения

### Основные данные
Также как и почти все другие организмы, растения стареют (см. Старение растений) и имеют ограниченную продолжительность жизни. Тем не менее, однозначного определения возраста растений не существует. Например, время от момента оплодотворения, которое дало начало данному индивидуальному растению, до смерти этого растения работает для определённых видов растений, но не для других.
Например, у обыкновенного дуба в умеренном поясе можно подсчитать годовые кольца ствола и таким образом оценить возраст. Но возраст менее чётко обозначен в случае арктического люпина, выросшего из пролежавших в арктической вечной мерзлоте в течение сотен лет семян, содержавших эмбрион этого растения.
Следующая таблица предлагает данные о продолжительности жизни ряда растений. Приводятся как максимальный известный возраст представителей, так и теоретические оценки максимальной продолжительности жизни в защищённых условиях.
| Организм                                       | Продолжительность жизни (лет) | Продолжительность жизни (лет) |
| Организм                                       | Оценка                        | Проверена                     |
| ---------------------------------------------- | ----------------------------- | ----------------------------- |
| Сосна остистая межгорная (Pinus longaeva)      |                               | 4862                          |
| Секвойядендрон (Sequoiadendron giganteum)      | 4000                          | 2300                          |
| Дерево Бодхи (Ficus religiosa)                 | 2300                          |                               |
| Дуб обыкновенный (Quercus robur)               | 2000                          | 1500                          |
| Можжевельник обыкновенный (Juniperus communis) | 2000                          | 544                           |
| Ель европейская (Picea abies)                  | 1200                          | 350—400                       |
| Лиственница европейская (Larix decidua)        | 700                           | 417                           |
| Черемша (Allium ursinum)                       | 8-10                          |                               |
| Молочная вика (Astragalus utahensis)           | 3                             |                               |

### Проблемы определения и измерения возраста

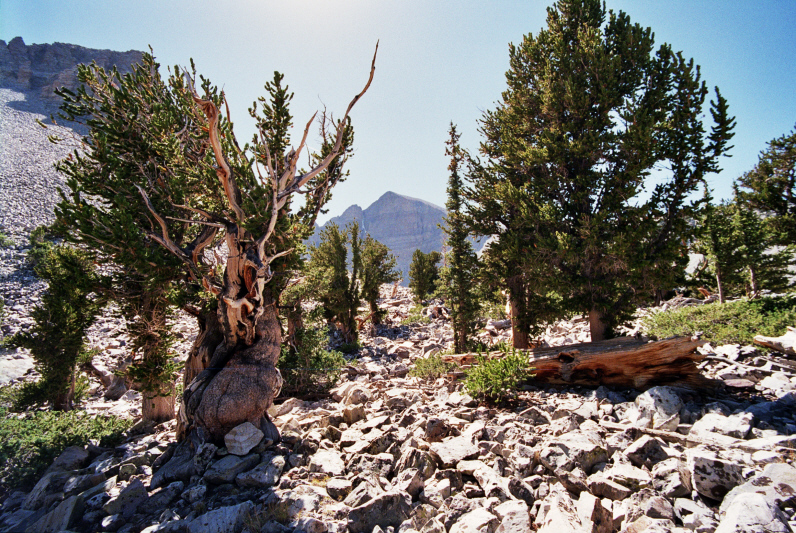
Роща остистых сосен в Неваде, где росло дерево «Прометей», в стволе которого насчитали 4844 годовых колец (наибольший подтверждённый возраст растения), когда дерево упало в 1964 году

Эмбриональные ткани растений, меристемы, существуют на протяжении очень долгого времени, часто всей жизни растения, обеспечивая рост растений и создание новых тканей. Это очень сильно отличается от животных, где эмбриональные ткани дифференцируются на ранних стадиях развития, а способность к неограниченному делению сохраняют только рассеянные и немногочисленные зародышевые и стволовые клетки. Таким образом, апикальные и латеральные меристематические ткани старейших известных деревьев, остистых сосен (например, сосны Бальфура) Калифорнии и Невады, настолько же старые, как и сами деревья, то есть до 5 тыс. лет, эти ткани были сформированы ещё на стадии эмбриона. Другие ткани, такие как древесина, кора, а также такие органы растений, как листья (хвоя) и шишки, живут только несколько лет. Древесина ствола и корней, хотя и умирает, остаётся частью дерева очень долго, но кора, хвоя и шишки беспрерывно заменяются на протяжении жизни.
Среди низших растений только несколько видов мхов имеют структуры, которые помогают оценивать их возраст. Мох кукушкин лён (Polytrichum spp.) увеличивает длину стебля каждый год, оставляя кольцевые отметки на стебле, которые соответствуют определённым годам. Хотя обычно этот мох живёт 3—5 лет, иногда находят образцы возрастом до 10 лет. Нижние части такого мха мертвы, хотя и не повреждены. Торфяной мох (Sphagnum spp.) формирует обширные колонии, которые наполняют кислые болота торфяной массой, которая состоит из мёртвых нижних частей мхов, чьи живые верхние части продолжают рост. Торфяной слой часто составляет несколько метров толщины, хотя мох всё ещё сохраняет живые части. На основании наблюдения годового роста таких мхов, максимальный возраст этих растений был оценён в 2800 лет.
Хотя не существует надёжного метода определения возраста папоротников, на основании размера и темпов роста их возраст оценивается несколькими десятилетиями. Некоторые плауны имеют отметки, аналогичные отметкам кукушкиного льна. В благоприятных условиях они живут до семи лет.
Самым лёгким является измерение возраста древянистых семянных растений, например, хвойных и широколиственных деревьев. В умеренных районах и некоторых районах тропиков, где ежегодные периоды интенсивного роста сменяются периодами холодов или засухи, каждый период роста оставляет годовое кольцо — новый слой древесины, который увеличивает диаметр дерева. Эти кольца могут быть посчитаны на срезе ствола срубленного дерева, или в цилиндре, вырезанном из ствола с помощью специального инструмента. На крайнем севере годовые слои часто находятся очень близко один к другому и подсчитать их довольно сложно. Во влажных тропиках рост постоянный, и годовые кольца, если и обнаруживаются, очень нечёткие.
Часто возраст дерева оценивается по диаметру его ствола, особенно когда известно среднегодовое увеличение диаметра. Источник наибольшей ошибки в этом методе — сливание стволов нескольких деревьев, как это произошло в знаменитом кипарисе Монтесума в небольшом мексиканском селении Санта-Мария-дель-Туле, около Оахаки. Это дерево было описано испанским конкистадором Эрнаном Кортесом в начале 1500-х годов, а его возраст оценивался сначала в 6000 лет на основании того, что он имел большую толщину. Тем не менее, позднее оказалось, что это дерево является тремя деревьями, которые срослись вместе. Оценки возраста некоторых английских тисов также составляли 3000 лет, но и эти данные оказались ошибочными за счёт сращения стволов деревьев, каждое из которых имело возраст не более 250 лет. Сверление стволов нескольких остистых сосен на западе США показали, тем не менее, возраст около 4800 лет.

### Типы развития
Травянистые растения обычно живут на протяжении только одного сезона, вегетационного периода, и успевают создать цветки и семена на протяжении этого времени — они известны как однолетние растения. Эти растения быстро растут от нескольких недель до нескольких месяцев, интенсивно накапливая питательные материалы. В результате гормональных изменений, которые происходят в ответ на изменения во внешних факторах, таких как длина светового дня и температура, ткани, которые обычно дают начало листьям, начинают создавать цветки. Создание цветков, плодов и семян быстро истощает питательные резервы растений, и вегетативная часть обычно умирает. Хотя истощение питательных резервов часто сопровождает смерть растения, она не обязательно является причиной смерти.
Подобную же категорию составляют двулетние растения. Эти растения также, как правило, травянистые, живут на протяжении двух сезонов. В течение первого сезона, питательные вещества накапливаются в утолщённом корне (у таких растений как свёкла, морковь), цветение происходит в течение второго сезона. Как и у однолетних растений, цветение истощает питательные резервы, и растение умирает после развития семян.
Многолетние растения имеют продолжительность жизни от нескольких до многих лет. Некоторые из них травянистые, другие — кусты или деревья. Многолетние растения отличаются от вышеприведённых групп наличием структур, предназначенных для сохранения питательных веществ, которые являются постоянными или обновляются каждый год. Многолетние растения обычно требуют нескольких лет роста до первого цветения. Доцветковый (молодой) период обычно более короткий у деревьев и кустов с короткими продолжительностями жизни, чем у более долголетних растений. Бук (Fagus sylvatica), например, довольно долголетнее дерево, проводит в доцветковой стадии 30-40 лет, на протяжении которых он быстро растёт, но не цветёт. Другие растения, например, хлопчатник и помидор, многолетние в тропиках, способны к цветению и образованию плодов и семян уже в течение первого года. Такие растения часто выращиваются как однолетние в умеренных поясах.

### Долговечность семян
Хотя долговечность семян очень сильно зависит от вида растения, неактивный эмбрион растения, который содержится в нём, утрачивает свою жизнеспособность, если прорастание не происходит на протяжении какого-то определённого времени. Наиболее долговечные семена (фактически плоды) индийского лотоса сохраняют жизнеспособность на протяжении нескольких веков, тогда как семена некоторых верб утрачивают свою способность прорастать уже через неделю после достижения зрелости.
Семена утрачивают жизнеспособность не только в естественных условиях, но и во время хранения, исключительно в результате изменений, которые протекают в них. Этими изменениями могут быть истощение запасов питательных веществ, постепенное изменение естественных способностей или утрата структуры белков цитоплазмы, накопление токсинов, которые происходят в результате метаболизма семян. Некоторые токсины, возможно, вызывают мутации, которые затрудняют прорастание. Из-за существенных различий в структуре, физиологии и происхождении семян разных растений, невозможно найти единую зависимость долговечности семян от его общих качеств.

## Одноклеточные организмы
| Организм                   | Группа   | Среда                           | Время удвоения, мин. |
| -------------------------- | -------- | ------------------------------- | -------------------- |
| Escherichia coli           | бактерии | глюкоза, соли                   | 17                   |
| Bacillus megaterium        | бактерии | сахароза, соли                  | 25                   |
| Streptococcus lactis       | бактерии | молоко                          | 26                   |
| Staphylococcus aureus      | бактерии | сердечный бульон                | 27-30                |
| Lactobacillus acidophilus  | бактерии | молоко                          | 66-87                |
| Saccharomyces cerevisiae   | дрожжи   | лактозный бульон                | 90-120               |
| Myxococcus xanthus         | бактерии | соли, экстракт дрожжей          | 240                  |
| Rhizobium japonicum        | бактерии | манитол, соли, экстракт дрожжей | 344—461              |
| Mycobacterium tuberculosis | бактерии | синтетическая                   | 792—932              |
| Treponema pallidum         | бактерии | яички кролика                   | 1980                 |

Продолжительность жизни не имеет чёткого определения для одноклеточных организмов. Существует, тем не менее, несколько сроков, которые могут использоваться в таком качестве.
В первую очередь, при благоприятных условиях количество одноклеточных организмов экспоненциально возрастает, а характеристикой этого возрастания является время удвоения количества организмов или время одного поколения.
Другой характеристикой, аналогичной продолжительности жизни, являются характеристики процесса старения организмов. Одноклеточные организмы имеют два типа старения — «условное старение», или хронологическое старение в стационарной фазе, где возможно измерить среднюю или максимальную продолжительность жизни. Тем не менее, данные для сравнительной характеристики одноклеточных организмов отсутствуют. Другим типом старения является «репликативное старение», или старение материнской клетки во время каждого отделения от неё дочерней клетки, что обычно измеряется в количестве делений. Для дрожжей Saccharomyces cerevisiae максимальный репликативный возраст составляет около 25 делений, а для бактерии Caulobacter crescentis — около 130. Для остальных организмов данные отсутствуют.
Одноклеточные организмы отличаются высоким уровнем зависимости от условий окружающей среды. Со снижением температуры время удвоения и скорость старения снижаются практически для всех них. Многие одноклеточные организмы могут замедлить скорость роста в сотни раз, и сохраняться в замороженном виде на протяжении десятков лет и даже дольше. Также и наличие питательных веществ оказывает влияние на скорости роста и старения. Кроме того, многие одноклеточные организмы при неблагоприятных условиях формируют споры и другие неактивные формы, способные к существованию на протяжении многих лет.

## Попытки увеличения максимальной продолжительности жизни
Крупной отраслью исследований по геронтологии являются попытки увеличения продолжительности жизни, особенно человека. Хотя уже сегодня удаётся заметно увеличить среднюю продолжительность жизни человека с помощью таких факторов, как общее улучшение медицинского обслуживания, важным вопросом остаётся увеличение максимальной продолжительности жизни, чего можно достигнуть только оказывая влияние на скорость процесса старения. Исследователи достигли некоторых успехов на животных моделях: с помощью таких факторов как калорийность диеты, генетические изменения или введение гормонов, удалось увеличить или уменьшить продолжительность жизни нескольких модельных организмов. Продолжить жизнь человека, тем не менее, всё ещё не удалось, хотя достижения геронтологии уже позволили лечить несколько болезней, которые характеризуются ускоренным старением.
Самым простым методом влияния на продолжительность жизни некоторых животных является ограничения калорийности диеты при поддержке её полноценности. С помощью снижения калорийности на 40-60 % в диете крыс, мышей и хомяков, начиная диету до достижения половой зрелости, средняя продолжительность жизни увеличивается на 65 %, а максимальная — на 50 %. В случае плодовых мух и нематод Caenorhabditis elegans, эффект замедления старения и увеличения продолжительности жизни достигается немедленно, независимо от возраста животного.
Некоторое влияние на продолжительность жизни имеют антиоксиданты. Добавление антиоксидантов к диете млекопитающих увеличивает среднюю продолжительность жизни до 30 %, но без изменений в максимальной продолжительности жизни. Наибольшее влияние антиоксиданты имеют на животных с высокой вероятностью рака (например, грызунов) и животных с патологически низкой продолжительностью жизни в результате влияния радиации или химических веществ с мутагенным эффектом. Возможно, влияние антиоксидантов ограничивается уменьшением вероятности некоторых болезней, а не изменениями скорости старения всего организма.
Много работ также сделано в направлении генетических изменений, которые оказывают влияние на продолжительность жизни модельных организмов. Если сначала исследователи пытались найти биохимические основы влияния ограниченной калорийности на продолжительность жизни, позднее было найдено много новых генов, которые имеют подобный эффект. Сегодня существует несколько линий мышей, с продолжительностями жизни больше мышей дикого типа. Идея генетических изменений развилась позднее в новый подход — стратегии конструирования незначительного старения (англ. Strategies for Engineering Negligible Senescence, SENS), в котором исследователи пытаются сконструировать генетически изменённый организм со значительно большей продолжительностью жизни. Один из первых сторонников этого подхода — Обри ди Грей — основал Мышиный приз Мафусаила (англ. Methuselah Mouse Prize или M-prize), который достанется тому, кто сможет значительно увеличить продолжительность жизни мыши.
Ряд учёных на основании анализа данных из Human Mortality Database и Международной базы данных о продолжительности жизни (International Database on Longevity) пришли к выводу, что человечество достигло предела максимальной продолжительности жизни ещё в середине 90-х годов XX века, которая составляет примерно 125 лет.
На вопрос: "В каких исследованиях было получено увеличение максимальной продолжительности жизни у млекопитающих? Искусственный интеллект даёт следующий ответ:
"Ограничение калорий: одним из наиболее известных методов увеличения продолжительности жизни у мышей и крыс является ограничение калорий, при котором животных кормят диетой с меньшим количеством калорий, чем они обычно потребляют. Исследования показали, что ограничение калорий может увеличить продолжительность жизни на 30%. Аналогичное действие предположительно может оказывать периодическое лечебное голодание.
Активация сиртуинов: сиртуины представляют собой класс ферментов, которые связаны со старением, и было показано, что активация этих ферментов с помощью таких соединений, как ресвератрол, увеличивает продолжительность жизни у мышей.
Рапамицин: Рапамицин является иммунодепрессантом, который, как было установлено, увеличивает продолжительность жизни мышей. Препарат работает путем ингибирования пути mTOR, который участвует в старении и продолжительности жизни.
Удлинение теломер: теломеры — это защитные колпачки на концах хромосом, которые укорачиваются с возрастом. Исследования показали, что удлинение теломер с помощью фермента теломеразы может увеличить продолжительность жизни мышей.
Метформин: Метформин — это препарат, обычно используемый для лечения диабета 2 типа. Исследования показали, что препарат может увеличить продолжительность жизни и улучшить здоровье мышей.
Добавка НАД+: НАД+ — это молекула, которая играет ключевую роль в энергетическом обмене и старении. Исследования показали, что добавление НАД+ может увеличить продолжительность жизни у мышей и крыс.
Важно отметить, что эти исследования проводятся на животных моделях, и нет уверенности, что такие же эффекты будут наблюдаться у людей. Кроме того, некоторые из этих исследований все еще продолжаются, и их результаты еще не полностью подтверждены."
Помимо перечисленных искусственным интеллектом следует отметить более перспективный метод продления жизни путем in vivo эпигенетического перепрограммирования клеток организма.